# Jinanotvaré

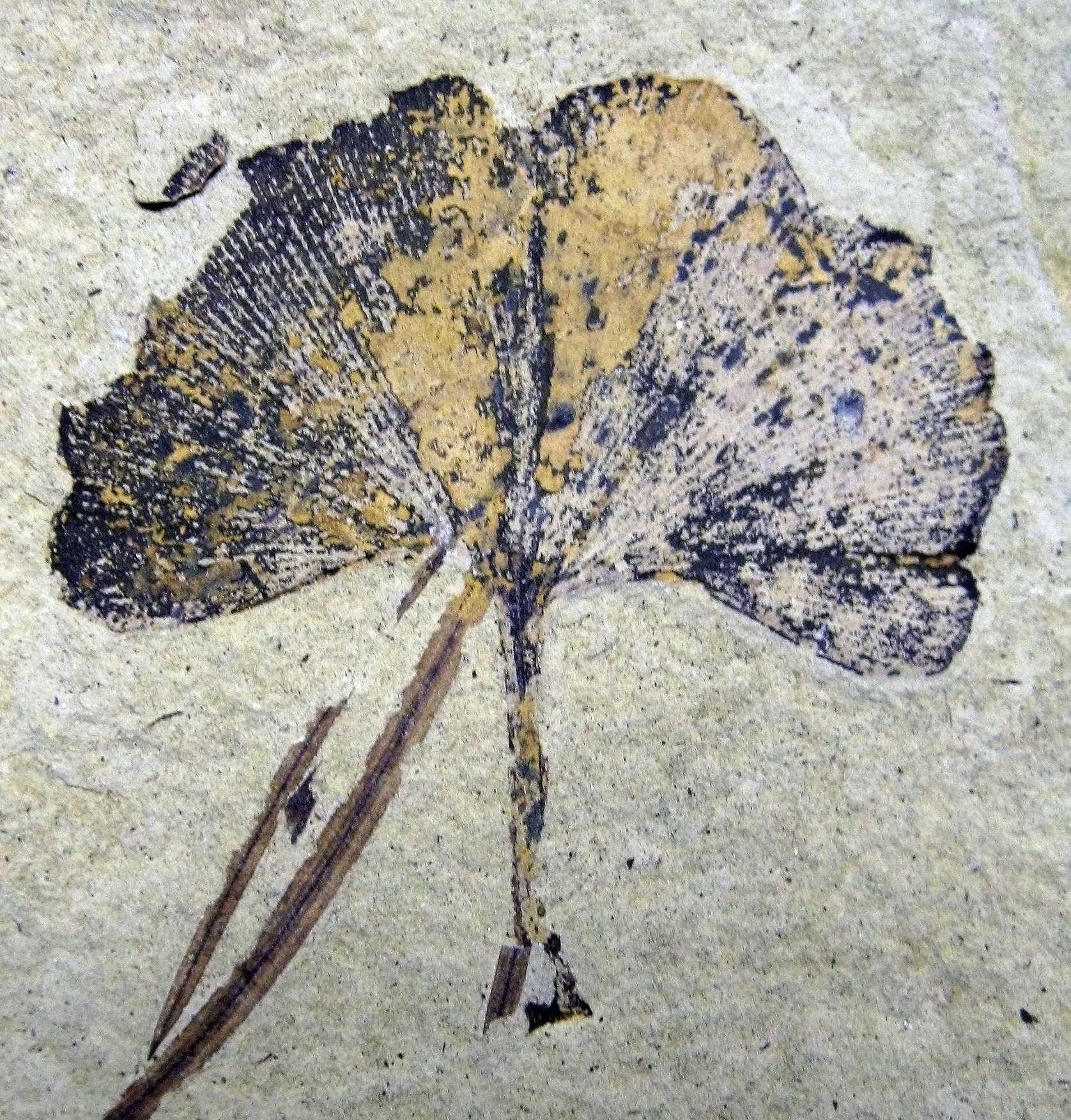
Otisk listu z eocénu

Jinanotvaré (Ginkgoales) jsou řazené do tradiční skupiny nahosemenných rostlin. Taxonomicky má ale tento řád v říši rostlin ojedinělé zařazení do vlastního oddělení jinanů (Ginkgoophyta) a třídy jinanů (Ginkgoopsida). V jediné čeledí jinanovité (Ginkgoaceae) a rodu jinan (Ginkgo) je zařazen pouze jeden recentní druh jinan dvoulaločný nazývaný „živoucí fosilií“. Mimo to existuje množství vyhynulých jinanů.

## Historie
Podle stratigrafického zkoumání jsou nejstarší prehistorické stopy po rostlinách, které by mohly být prapředky řádu jinanotvaré (např. Polyspermophyllum a Trichopitys), z geologického období rozhraní karbonu a permu v prvohorách, tj. z období asi před 300 až 270 miliony let.
Z druhohorních období triasu, jury a křídy (před 270 až 70 miliony let) pocházejí fosilní nálezy rodů Baiera, Erethmophyllum a Sphenobaiera, které jsou z největší pravděpodobností vymřelí příslušníci řádu jinanotvarých a tehdejší současníci rodu jinan.
Jinanotvaré rostliny se vyvinuly v éře před kvetoucími rostlinami, kdy zcela dominovaly ze známých rostlin keřovité kapradiny a cykasy. Svým vysokým vzrůstem, širokou korunou a nenáročností na půdní podmínky byly rovnocenným partnerem ostatním tehdejším rostlinám, takže nebyly nuceny se dále přirozeným výběrem vyvíjet. Až s nástupem modernějších krytosemenných rostlin byly najednou se svými typickými vlastnostmi – dlouhověkostí, pomalým růstem, pozdní reprodukční zralostí, dozráváním i neplodných semen a extrémní ekologickým konzervatizmem v defenzívě a postupně byly adaptabilnějšími rostlinami zatlačovány do kouta. Z jižní polokoule vymizely zcela, odtud je i minimum fosilních nálezů, na severní se uchytily jen v severovýchodní Číně.

## Taxonomie
Dle nejnovější taxonomie tvoří čeleď jinany spolu s dalšími 11 čeleděmi (hlevíky, mechy, zelené řasy, cykasorosty, obalosemenné, plavuně, krytosemenné rostliny, játrovky, kapradiny a jehličnany) říši rostlin. Nahosemenné rostliny jsou souhrnnou skupinou zahrnující 
- cykasorosty (Cycadophyta)
- jinany (Ginkgophyta)
- jehličnany (Pinophyta)
- liánovce (Gnetophyta)

## Popis
Jsou to druhotně tloustnoucí dřeviny s hustým (pyknoxylickým) dřevem, u nichž se projevuje druhotné zmenšování opadavých listů, které jsou ploché, dlanitě dělené až celistvé s nezávisle dělenou žilnatinou, v pletivech mají sekreční buňky. Jsou jednodomé, samčí rozmnožovací orgány jsou jednoduché šištice podobné jehnědám s jednoduchými tyčinkami s dvěma prašníky s nejstarším monosulkátním typem pylových zrn. Samičí orgány (vajíčka, semena) jsou zavěšena jednotlivě nebo ve skupinách na krátkých větvičkách. Vajíčka jsou s jedním obalem, opylení probíhá pomoci polinační kapky, oplození zajišťují spermatozoidy. Kulovité semeno má na povrchu dužnatou sarkotestu obklopující sklerotestu. Embryo se dvěma dělohami je uloženo ve škrobnatém endospermu, vyvíjí se až po opadu semene.
Vajíčka jinanů připomínají např. ringle nebo špendlíky, ve skutečnosti však zdužnatělý obal vzniká u jinanů z osemení, zatímco u plodů krytosemenných rostlin (jako je slivoň) je osemení ukryto až uvnitř (např. v podobě pecky) a vnější zdužnatělý útvar je v jejich případě tvořen z pletiva pestíku.

## Využití recentního druhu
Kromě oblíbeného používání v sadovnictví a částečného využití v asijské kuchyni nachází uplatnění v lékařství. Extraktů z listů se užívá pro udržení a zlepšení zdravotního stavu už po staletí, ale do evropské medicíny se dostal až koncem 20. století. Dnes je jedním z nejpopulárnějších rostlinných produktů na světě. Tekutý či suchý extrakt nebo mletá sušená droga je součástí mnoha jednoduchých i vícekomponentních léků.

## Příbuznost
Nejbližšími recentními příbuznými řádu jinanotvarých je řád cykasotvaré. Jednak podobnost dosvědčují fosilní nálezy a hlavně jedině u těchto dvou řádů (mimo mechorostů a kapradin) probíhá oplození za pomoci mnohobičíkových spermatozoidů.